# Giulio Cantoni
Giulio Leonardo Cantoni (Milano, 29 settembre 1915 – Chevy Chase, 25 luglio 2005) è stato un farmacologo italiano.
È stato il direttore dell'allora laboratorio di farmacologia cellulare, ora Laboratorio di Biochimica Generale e comparativa dell'Istituto Nazionale di Sanità negli Stati Uniti d'America.
Cantoni è ricordato per aver scoperto il meccanismo di metilazione, usando la S-adenosil metionina, fra i principali meccanismi dell'epigenetica.

## Biografia
Cantoni ottenne la laurea in Medicina e Chirurgia all'Università degli Studi di Milano nel 1938.
Poco dopo l'abolizione del parlamento da parte del partito fascista e l'introduzione delle leggi razziali, Cantoni, che era ebreo, si rifugiò con la famiglia in Inghilterra. Allo scoppio della seconda guerra mondiale, Cantoni fu internato prima in Inghilterra e poi in Canada. Fu infine liberato e raggiunse gli Stati Uniti nel luglio 1941.
Dopo la guerra, Cantoni scrisse un libro sulla sua esperienza di viaggio da Milano a New York intitolato "From Milano to New York By Way of Hell: Fascism and the Odyssey of a Young Italian Jew".
Giulio Cantoni sposò Gabriella Cantoni. Ebbe due figlie, Allegra Cantoni Kuhl e Serena Cantoni Kelly e quattro nipoti, Ariella, Brendan, Ethan and Elliot.

## Carriera
Cantoni trovò lavoro alla scuola di medicina dell'Università del Michigan dove rimase fino al 1945, anno in cui diventò professore di farmacologia al Long Island College of Medicine. Nel 1948 si trasferí all'American Cancer Society (ACS), e dopo due anni si trasferì nuovamente, questa volta alla Western Reserve University. Nel 1954 fondò il laboratorio di Farmacologia Cellulare del National Institute of Mental Health, dove rimase come direttore fino al suo pensionamento, nel 1994. Nel 1983 divenne membro dell'Accademia americana di Scienze.
Si ritirò dall'attività di ricercatore nel 1996, ma continuò ad occuparsi di musica classica, di cui era appassionato fin da quando era adolescente (suonava anche il flauto). Come direttore del FAES (Foundation for Advanced Education in the Sciences) organizzò più di 300 concerti di musica da camera.